# Emilia Lodigiani
Emilia Lodigiani (Milano, 17 ottobre 1950) è un'editrice italiana.

## Biografia
Dopo essersi laureata in lingua e letteratura inglese all'Università degli Studi di Milano, ha vissuto all'estero dal 1972 al 1985, prima a Boston e poi a Parigi, dove ha svolto attività di giornalismo. Ha lavorato come borsista all'Istituto di Inglese dell'Università Statale di Milano e ha pubblicato il libro Invito alla lettura di J.R.R. Tolkien presso l'editore Mursia (1981).
Nel 1987 ha fondato la casa editrice Iperborea, specializzata in letteratura nordeuropea contemporanea e classica.
Nel 1996 il parlamento svedese e il Re di Svezia, Carlo XVI Gustavo di Svezia, l'hanno insignita dell'onorificenza di Cavaliere dell'Ordine della Stella Polare, il più alto riconoscimento che la Svezia attribuisce ai cittadini stranieri.
Nel 2009 è stata nominata Cavaliere dell'Ordine della Rosa Bianca di Finlandia dall'ambasciatore finlandese in Italia Pauli Mäkelä.
Nel marzo 2011 a Pordenone è stata nominata Cavaliere dell'Ordine di Orange-Nassau dall'ambasciatore olandese Alphonsus Hermanus Maria Stoelinga.
Nel febbraio 2019 ha ricevuto dall'ambasciatore Margit Tveiten per conto del re Harald V di Norvegia la carica di Commendatore dell'Ordine Reale al Merito.

## Pubblicazioni
- Emilia Lodigiani, Invito alla lettura di Tolkien, Milano, Mursia, 1982, ISBN 88-425-0275-8.